# Le Manuscrit de Port-Ébène
Le Manuscrit de Port-Ébène est un roman de Dominique Bona publié le 1er septembre 1998 aux éditions Grasset et ayant reçu le prix Renaudot ainsi que le prix Gabrielle-d'Estrées la même année.

## Résumé
Ce livre se déroule dans la colonie française de Saint-Domingue. Une femme, qui y vit, raconte ce qu'elle voit : ses amours, la religion, etc.
Des siècles plus tard, Jean Camus lit ce texte qu'un descendant de cette femme lui a donné et réalise un travail d'enquête. 

## Éditions
- Le Manuscrit de Port-Ébène, éditions Grasset, 1998,  (ISBN 978-2246537014).